# 미다크 앨리
미다크 앨리(El callejon de los milagros, Midaq Alley)는 멕시코에서 제작된 호르헤 폰즈 감독의 1995년 드라마 영화이다. 에르네스토 고메즈 크루즈 등이 주연으로 출연하였다.

## 출연

### 주연
- 에르네스토 고메즈 크루즈
- 마리아 로조
- 셀마 헤이엑
- 브루노 비치어

## 제작진
- 원작자: 나기브 마푸즈